# Katalin Varga
Katalin Varga, född 1802, död efter 1852, var en ungersk (transylvansk) hamphandlare.
Hon var en ledarfigur för de transylvanska gruvarbetarrörelsen i dennas konflikt med de ungerska landägarna 1839-1852. 